# Souilhanels
Souilhanels ist eine französische Gemeinde mit 356 Einwohnern (Stand: 1. Januar 2022) im Département Aude in der Region Okzitanien (vor 2016 Languedoc-Roussillon). Sie gehört zum Arrondissement Carcassonne und zum Kanton Le Bassin Chaurien. Die Einwohner werden Souilhanelois genannt.

## Nachbargemeinden
Souilhanels liegt etwa 34 Kilometer nordwestlich von Carcassonne am Fluss Fresquel. Umgeben wird Souilhanels von den Nachbargemeinden Souilhe im Norden und Nordosten, Castelnaudary im Osten und Süden, Ricaud im Südwesten und Westen sowie Soupex im Nordwesten.

## Bevölkerungsentwicklung

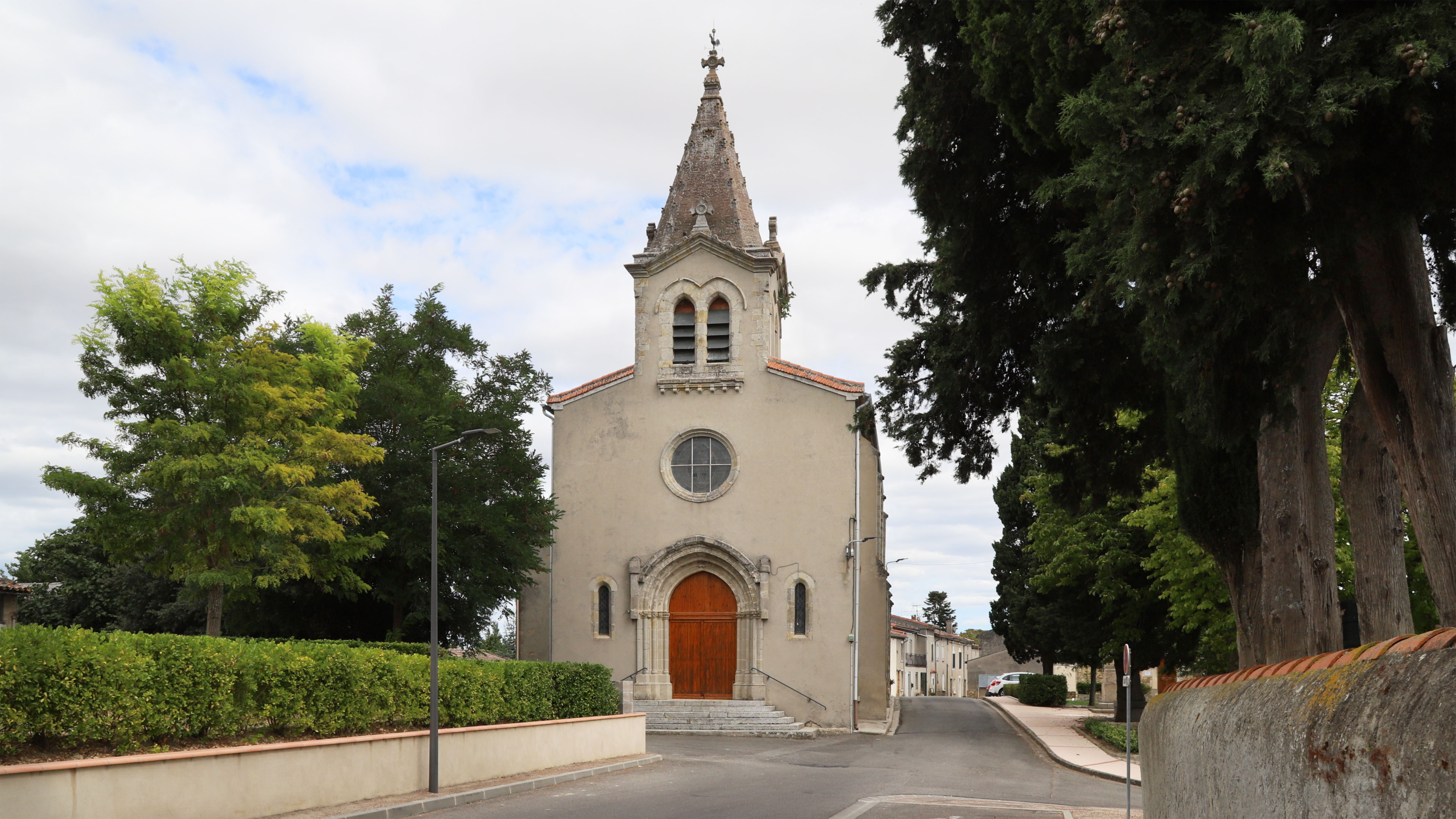
Himmelfahrtskirche in Souilhanels

| Jahr                       | 1962 | 1968 | 1975 | 1982 | 1990 | 1999 | 2006 | 2019 |
| Einwohner                  | 136  | 147  | 103  | 132  | 197  | 253  | 368  | 362  |
| Quellen: Cassini und INSEE |      |      |      |      |      |      |      |      |